# Hōkago no Pleiades
Deseo sobre las Pléyades, también conocida bajo el título japonés Hōkago no Pleiades (放課後のプレアデス Hōkago no Pureadesu?,  lit. Pléyades después de la escuela), son cortos "anime original de internet desarrollado conjuntamente por Gainax y el productor de automóviles japonés Subaru. La serie fue lanzada en Youtube en cuatro partes simultáneamente el 1 de febrero de 2011, apareciendo la versión subtitulada en español 25 días después.
En abril de 2015 apareció en formato de televisión de 12 episodios, y también se anunció una película.

## Personajes
Subaru (すばる?)
Voz por: Natsumi Takamori
Protagonista, tiene una personalidad tímida y amable, tiene un gran interés en observar las estrellas.
Aoi (あおい?)
Voz por: Ayuru Ōhashi
Es una amiga que Subaru tenía antes, pero debido a que Subaru se fue a otra escuela sin decirle a Aoi, ya no se siguieron hablando. En el mundo de Subaru, Aoi fue quien se cambió de escuela sin decirle a Subaru. Aoi se viste de azul.
Itsuki (いつき?)
Voz por: Kanako Tateno
Una chica de cabello negro que en el pasado fue severamente lastimada al caer de un árbol pero se recuperó milagrosamente con un fragmento de motor. 
Hikaru (ひかる?)
Voz por: Yui Makino
Una chica rubia en que sus padres son famosos compositores, y envían música hacia el espacio. Dado que ellos siempre están trabajando, ella se siente sola en casa.
Nanako (ななこ?)
Voz por: Saki Fujita
Una chica que usa un sombrero de bruja y capa; ella es la única miembro en el grupo que podía entender lo que decía el alien además de Minato. Posteriormente el alien aprendió a hablar el idioma japonés por sí mismo, con esto los diálogos de Nanako se redujeron bastante. En un capítulo donde el fragmento se detecta más allá de Plutón es voluntaria para buscarlo al 90% de la velocidad de la luz con los cinco bastones voladores (hacer esto sería un par de horas para Nanako, pero en la Tierra pasaría tres meses), donde lo encuentra descubre un nuevo planeta del sistema solar. Para regresar dio vueltas al planeta para ser más rápida que la luz, apareciendo el mismo día que ella se fue.
El Pleyadiano (プレアデス星人 Pureadesuseijin?)
Voz por: Saki Fujita
Es el líder del grupo. Es un alien que se estrelló en la Tierra y le da a las chicas sus bastones (los cuales hacen sonidos de motocicletas) para encontrar repuestos de su nave, los cuales parecen galletas. Requería de Nanako para traducir lo que decía en su idioma pero después este aprende a hablar el idioma japonés. Busca reparar su nave porque es una criatura obsesionada con crear un nuevo universo con posibilidades para todos, por eso reunió a las cinco chicas (que en realidad ellas son la misma persona, con las diferencias propias de venir de posibilidades distintas).
Minato (みなと?)
Voz por: Houko Kuwashima
Un chico de cabello rojo que busca los fragmentos para sí mismo. En realidad hay dos Minatos: uno viene de una realidad alternativa donde los fragmentos eran recogidos por un equipo masculino pero la obsesión de tener fragmentos para sí hizo que fuera expulsado a otra realidad, mientras tanto el Minato original de cabello rosado (él está siempre en un invernadero que visita Subaru cuando abre alguna puerta al azar) estuvo en coma por años y su "conciencia" se aparece en el invernadero.   
El Minato de cabello rojo falleció en un capítulo pero entonces el de cabello rosa despierta y de algún modo lleva a Subaru por el universo hasta encontrar el último fragmento con el cual arreglan la nave espacial del alien, el cual recuerda su propio nombre (Elnath), y dejan las cinco chicas y minato en la Tierra al momento que sucede en el ova con los últimos segundos del anime mostrando que el otro minato de cabello rosa despertará de su coma.

## Lista de episodios
| # | Título                  | Fecha de Transmisión |
| --- | ----------------------- | -------------------- |
| 01 | «Primera Noche» (第1夜) | 1 de febrero de 2011 |
| Una chica llamada Subaru es testigo de una lluvia de estrellas en la noche. Al siguiente día, entra al cuarto audiovisual para encontrar un extraño jardín mágico y un chico llamado Minato. Más tarde, cuando su brújula es robada por una extraña mancha verde, Subaru va a través de otro cuarto lleno de vestidos extraños, uno del cual es de su amiga Aoi. |                         |                      |
| 02 | «Segunda Noche» (第2夜) | 1 de febrero de 2011 |
| 03 | «Tercera Noche» (第3夜) | 1 de febrero de 2011 |
| 04 | «Cuarta Noche» (第4夜)  | 1 de febrero de 2011 |